# Видак Братић
Видак Братић (Нови Сад, 20. октобар 1976) је бивши српски фудбалер. Играо је на позицији штопера.